# Canvi climàtic a Andorra
El canvi climàtic a Andorra ha afectat el país amb un augment de les temperatures des del 1950 fins al 2010, amb una mitjana de 0,2 °C i altres problemes ambientals. El govern ha tardat en prendre mesures per aturar l'escalfament global, però ha promogut l'ús de cotxes ecològics a través del Pla Engega. Altres punts destacables són l'aparició d'un partit eco-socialista a Andorra i les polèmiques relacionades amb la gestió del forn incinerador. El 68,6% de l'aigua que s'utilitzava al país l'any 2012 es destinava a la creació d'electricitat. L'any 2005 l'aigua dita de qualitat “bona” no arribava a un 50%. S'estima que del 1950 al 2010 a Andorra la temperatura havia augmentat en mitjana de 0,2 °C i aquesta tendència havia incrementat amb més força les últimes dues dècades. A Andorra cada persona acumula aproximativament uns 384 quilos de brossa l'any.

## Historiografia
Atès que les alteracions climàtiques són un assumpte força recent dins la historiografia internacional, s'entén que a la dècada del 2010 encara no hi hagués hagut cap mena de proposta a nivell de la història com a ciència, de parlar sobre el canvi climàtic a Andorra. En efecte, els historiadors andorrans encara no s'havien plantejat les alteracions del clima com a fet historiable. Malgrat això, el contenció sobre l'autodeterminació de Grenlàndia o Groenlàndia posava de manifest que el canvi climàtic és historiable perquè acaba incidint en l'estructura política de societats com la danesa, en aquest cas. En efecte, el desglaç ha portat els governs estatunidenc, canadenc, danès o rus, a més de xinès, disputar-se terres com les de la nació grenlandesa.
Així i tot, l'únic autor, estudiant a l'època d'humanitats, que s'hi haja interessat és en Rubí Ariel Rocha Simões que proposa una obra, amb algunes fe d'errates:
- Rubí Ariel Rocha Simões (2019) Els Anys (No Tant) Daurats. Editorial Círculo Rojo

A banda, hom pot cercar tot allò relacionat amb el canvi climàtic a Andorra mitjançant les diverses associacions del país, així com els estudis realitzats per les institucions andorranes. Per acabar, encara hi ha molta informació no explotada a la premsa del país i que constitueix una font d'informació important, una part de la qual ha estat explotada per en Rubí Ariel Rocha Simões.
Existeixen algunes lectures complementàries que poden servir d'ajuda:
- Lorena Tortosa Guerrero (2013) Andorra. Del porta a porta al 2.0. Ediciones Carena

## Reciclatge

### Bagatge històric

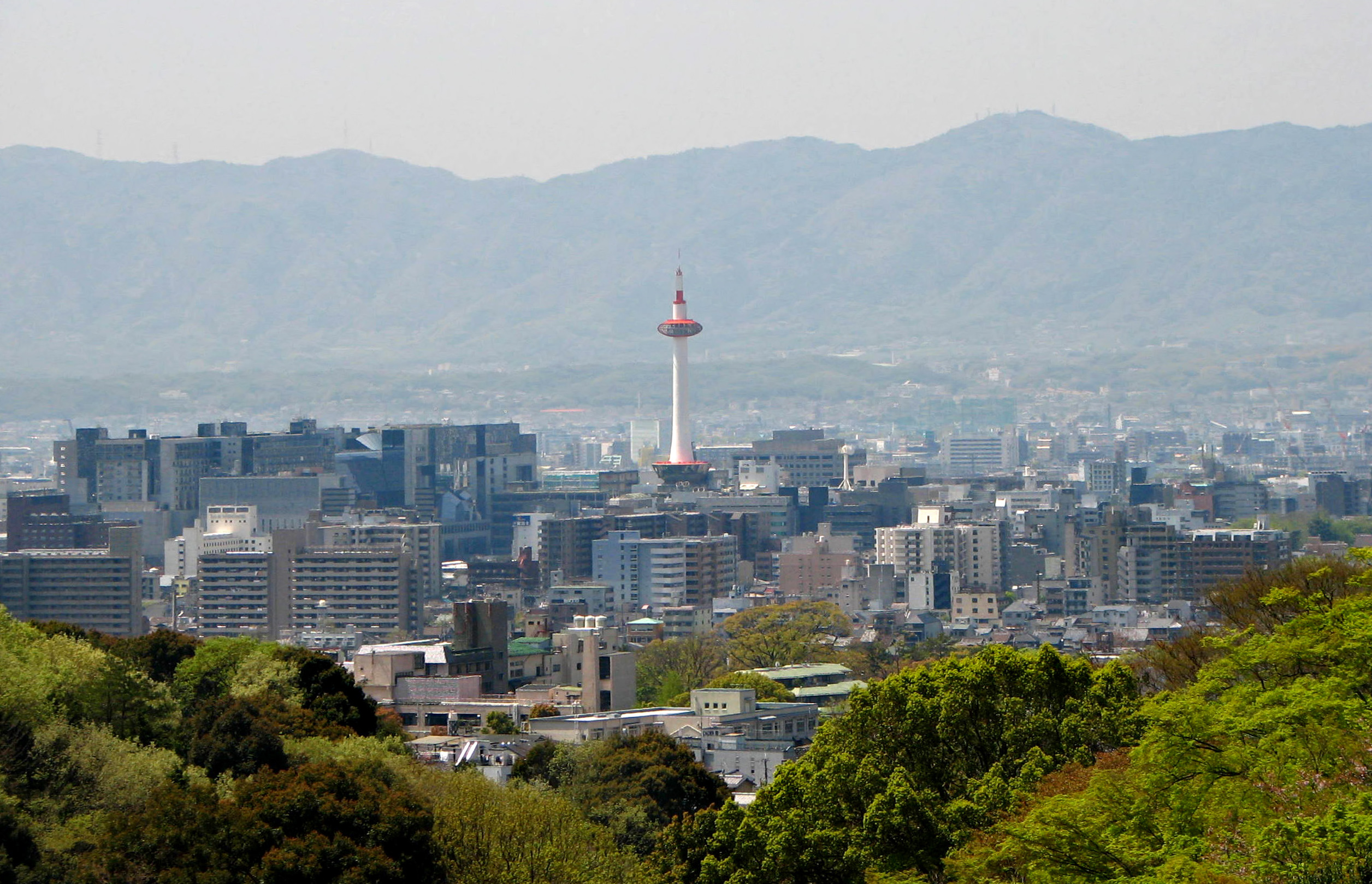
Ciutat japonesa de Kyoto, lloc de negociació del protocol de protecció climàtica que duu el seu nom

Andorra va trigar a ratificar el Protocol de Kyoto i va participar en les cimeres com a estat observador (juntament amb el Vaticà, de fet els únics). L'any 2009, 12 anys després de les primeres cimeres, el Ministeri de Medi Ambient, de tall socialdemòcrata, va reaccionar-hi. El ministre Vicenç Alay va assegurar a la premsa que tenia intencions de participar en la Cimera pel Canvi Climàtic que s'havia de celebrar a l'estiu del 2009 a la capital de Dinamarca (Copenhaguen) amb el tractat ratificat. S'hi va comprometre davant el Secretari Executiu de les Nacions Unides pel Canvi Climàtic. Però aquestes declaracions van acabar en un no res i el país només aplica el protocol l'any 2011 –quan ja no tenia efectes. Andorra no va ser l'únic país en mantenir un discurs de bones intencions. Per exemple, la conferència de Copenhaguen havia de servir per fer un balanç de la catastròfica aplicació del protocol de Kyoto. Els presidents dels diferents països van coincidir que calia fer alguna cosa però cap ni un va resoldre o aportar solucions i tot va quedar suspès fins a la Cimera de Lima (el COP20), per tornar-se a ajornar a la Cimera de París, la qual segueix sent paper mullat a la pràctica. Mentre passava la cimera a Lima (caldrà esperar fins a la COP21 perquè Andorra participi en alguna cimera del canvi climàtic), a Andorra finalitzaven les taules de discussió entorn al projecte PAACC (Procés d'Adaptació d'Andorra al Canvi Climàtic). És a dir, el govern d'Antoni Martí Petit va encetar un procés participatiu, convocant ciutadania i especialistes, amb els quals s'havia de definir objectius i accions per adaptar Andorra al canvi climàtic. Els veïns que hi van participar es van mostrar preocupats perquè el canvi climàtic afectés el turisme de neu i a la salut. Volien potenciar l'ecoturisme, la regulació d'activitats en espais naturals, la creació d'una taxa turística, a més de mesures que havien d'afectar l'aigua, l'energia, la gestió dels boscs, l'agricultura i així fins a 120 mesures.
Tal com ha fet evident l'economista català Santiago Niño Becerra, en reflexions al programa Revolució 4.0 de TV3, els governs occidentals comencen a potenciar a la dècada dels 2020 l'ecologia després de veure que s'hi pot fer negoci. En efecte, l'anomenada economia circular no deixa de ser una forma de replantejar l'obsolescència programada del capitalisme en vista d'aconseguir aturar el canvi climàtic sense desfer-se del sistema econòmic. Així doncs l'economia circular pretén continuar amb la dinàmica de l'obsolescència programada però tornar aquest mecanisme generador de diners en ecològic. De resultes, el govern andorrà mostra a la dècada del 2020 voluntat de sumar-s'hi.

### Estat de la situació climàtica
Com a arreu del món Andorra també va viure el canvi de temperatures. S'estima que del 1950 al 2010 a Andorra la temperatura havia augmentat en mitjana de 0,2 °C i aquesta tendència havia incrementat amb més força les últimes dues dècades. Les dades climatològiques sobre Andorra indiquen que hi ha una disminució de la precipitació mitjana anual, és a dir, per aquest període observat, hauria plogut 40 mm menys per cada dècada. Cal dir, però, que científics i climatòlegs no acostumen a donar les dades referides a la precipitació perquè el seu càlcul es complex i mai aporta conclusions totalment fiables. Així es pot evocar, per exemple, que Andorra pateix des del període estudiat un increment de les onades de calor, nits molt més càlides i una disminució dels dies freds o glacials. Les condicions meteorològiques a Andorra són una font de riquesa perquè el país també viu del turisme d'hivern i aquest pateix per l'escalfament de les temperatures. Alhora el turisme d'hivern necessita de recursos hídrics que a causa de la indústria i al canvi climàtic també han patit de l'augment de temperatures. Els recursos hídrics anyals havien disminuït any rere any per sota de la mitjana de referència. El 68,6% de l'aigua que s'utilitzava al país l'any 2012 es destinava a la creació d'electricitat. La qualitat de l'aire era “bona”, però no excel·lent i amb un percentatge encara important l'any 2005 entre passable i dolenta. La quantificació de les emissions de CEH (gasos efecte hivernacle) al 2005 era d'uns 500.000 CO2 eq. De manera global només es recicla unes 20.000 tones a l'any davant de les 80.000 restants, fet que implica que cada persona acumulava uns 384 quilos de brossa l'any.

### Pla Nacional de Residus
L'any 2004 el parlament d'Andorra va donar el vist-i-plau a la creació del Pla Nacional de Residus d'Andorra. Cada cinc anys es renova i s'estableixen nous objectius en funció dels assoliments. Deu anys després ja es pot concloure que ha estat una eina eficaç per a la gestió de residus i ha permès estendre a tota la població andorrana el reciclatge. Malgrat això, no ha permès superar els nivells de reciclatge que s'han establert ençà l'entrada de la dècada de 2010.
El Pla Nacional de Residus d'Andorra es va crear per tal de complir les funcions següents:
- reduir la quantitat i la perillositat dels residus
- augmentar la reutilització i el reciclatge
- disposar d'infraestructures de gestió dels residus
- promoure campanyes d'informació
- evitar l'eliminació de residus
- promoure la prevenció entre la població

Després de vint de funcionament, es podria dir que el país ha passat de no fer res contra el canvi climàtic a fer alguna cosa pel canvi climàtic tot i que després de deu anys en funcionament, el progrés en matèria climàtica s'ha estancat.
El Pla Nacional de Residus ha permès crear una vertadera infraestructura de gestió dels residus i la implantació d'una primera planta de reciclatge. Tota la població del país ha rebut informació qualitativa i quantitativa sobre la necessitat de reciclar i com reciclar. També accedeix als mitjans necessaris per poder reciclar. Les deixalleries que es gestionen internament són reciclades a prop del 50%. El govern andorrà ha aconseguit limitar l'eliminació dels residus a prop del 9%.
A banda, es fa necessari parlar de la problemàtica del forn incinerador que es troba fins i tot en l'origen del Pla Nacional de Residus. Un forn incinerador és un gran forn on s'hi fa cremar les deixalleries que genera la població. Cada país en té diversos. Per la dimensió, Andorra només en tenia un, situat a la Comella (Andorra la Vella). Va haver de ser tancat i reconstruït arran d'informes realitzats a la dècada dels 1990 on s'hi apuntava deficiències que posaven en perill la salut; confirmats per casos de ciutadans intoxicats. Marc Forné resol implantar aleshores un Pla de Sanejament de les Aigües, un Pla de Col·lectors i Depuradores, un Pla Nacional de Gestió dels Residus i un Pla d'Estalvi Energètic.
El tancament del forn va obligar Andorra a pactar amb Espanya, Catalunya i França acords amb els quals la brossa del país es traslladaria als forns incineradors dels voltants fins que no s'acabés de construir el nou forn. La construcció va estar envoltada de polèmica perquè el govern liberal volia construir un forn amb una capacitat superior a l'anterior, mentre que el partit ecologista Verds d'Andorra i associacions ecologistes andorranes preferien un forn més petit i construir paral·lelament fàbriques de reciclatge. També els socialdemòcrates consideraven que aquest projecte era massa polititzat. Greenpeace Andorra va voler aturar-ne la reconstrucció. Un jove andorrà, Delfí Roca, n'era membre i, de la implicació de la població del país, sortiren grups de pressió com el Moviment Sense Fum.
Sense Fum va arribar a denunciar l'especulació urbanística del govern Forné. La crisi econòmica del 2008 no va millorar la situació del forn. L'activitat de la població havia baixat (pèrdua de població i de visitants), el que va fer que el forn no cremés suficientment deixalleries de manera que s'ha denunciat el govern andorrà de cremar artificialment per tal que la planta no es podreixi.

### Consciència col·lectiva

Logotip del partit Verds d'Andorra.

La inacció dels governs andorrans davant els protocols de Kyoto es compensen per l'actitud de la població mateixa. Mostra d'això les propostes reiterades lligades a les alteracions climàtiques per part del Consell General dels Joves, així com la formació del partit dels Verds d'Andorra.
El partit Verds d'Andorra va néixer a la dècada dels 2000 en una resposta a dues realitats del país. La primera era l'ecològica: el cas del forn incinerador i la inacció al protocol de Kyoto. La segona realitat era la del malestar al país per la manca d'integració de la immigració i de l'existència d'un marc legislatiu sobre drets laborals defallent. La vessant social va acabar emportant-se l'ecologista amb la crisi econòmica del 2008. Els Verds mai van aconseguir seure al parlament a la dècada dels 2000 i 2010, tot i la seva insistència. Es queixaven que el nombre de seients era massa poc representatiu—28 escons des que Andorra posseeix parlament propi. Les campanyes electorals dels Verds andorrans tenien línies molt austeres, poc preparades i poc professionals. Potser per aquest motiu mai van arribar a ocupar institucions, ni tan sols comunals. Contràriament, els Verds europeus sí que van aconseguir un cert èxit al parlament europeu.
Els reculls de pemresa que s'han elaborat al país fan remarcar que el país va rebre l'activitat de l'associació Greenpeace i d'altres associacions, com ara ATTAC que denunciava l'existència d'oasis fiscals. En paral·lel, però, s'ha de fer evident que bona part de la presa de consciència entre el jovent també es va aconseguir amb la implantació de les escoles verdes per part del govern andorrà. Unes escoles que arriben a abastar fins al 80% del jovent escolaritzat a tot el país. Una iniciativa que cal posar en la línia de la creació d'Andorra Sostenible, prevista al Pla Nacional de Residus. Es tracta d'un centre de promoció i conscienciació pública sobre el canvi climàtic o alteracions climàtiques.

### Energia i reciclatge

#### Matèria prima

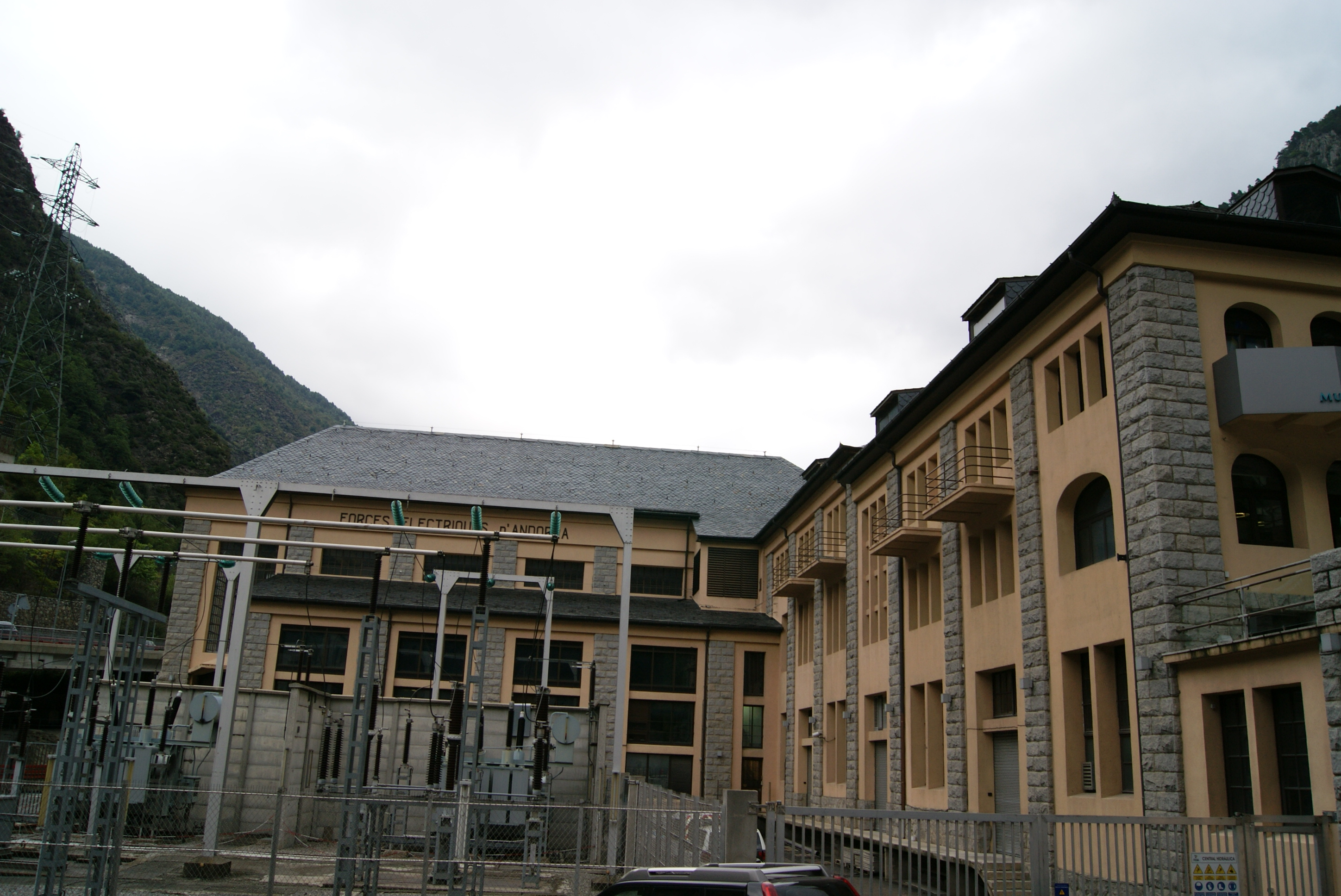
Antic edifici de FHASA, avui transformat en el Museu de l'Electricitat.

Existeixen cinc fonts que permeten proveir en energia de forma renovable:
- Hidràulica
- Solar
- Biomassa
- Geotèrmica
- Eòlica

Andorra explota des d'inicis del segle XX l'energia hidràulica a través de Forces Elèctriques d'Andorra. La central és pública i tot i que no sempre s'ha mantingut pública. Es construeix tot just començar el segle XX després de controvèrsies i revoltes a Andorra durant la segona meitat del segle xix. El país es troba aleshores en una situació econòmica dramàtica. La Revolució Industrial assoleix de cop el país que no s'adapta als nous canvis. La força de la potència catalana i francesa treuen tot el protagonisme a l'economia manufacturera andorrana i degut a això la població ha de marxar del país per poder-se nodrir. La crisi genera revoltes que permeten reformar el sistema de representativitat de les institucions andorranes però, un cop reformades, aquestes no aconsegueixen terciaritzar l'economia degut a la impossibilitat d'implantar cases de joc en territori nacional. Els coprínceps no volen pas veure un nou Mònaco o Mònec als Pirineus i veten qualsevol iniciativa d'aquesta mena.
Tot aprovitant que el Pirineu català construeix centrals hidroelèctriques a l'entreguerres, Andorra concedeix la construcció d'una central hidroelèctrica a una empresa privada que havia d'utilitzar-la, en contrapartida, per industrialitzar el país. L'aprovació de la Constitució de 1993 permet prendre part en el negoci de l'electricitat. El govern andorrà compra una central deficient per adaptar-la i transformar-la en un bé de consum públic. D'aleshores ençà que la central no té capacitat de produir electricitat per tot el país i, per tant, un 40 % de l'electricitat s'importa.
No s'ha intentat de manera seriosa implantar l'energia solar però sí amb l'energia eòlica. Els estudis que s'han portat a terme finalment han decantat l'opció. El relleu andorrà no s'adapta prou a la instal·lació de molins de vins i degut a això, d'instaurar-se'n, perillaria físicament la població. Tanmateix, es realitzaren els estudis perquè el clima andorrà permet explotar l'energia eòlica. L'aigua termal sempre s'ha utilitzat per a l'oci però no hi ha constància que es faça servir per generar energia per bé que el país sí que utilitza els residus per generar energia.
Quant a la biomassa, aquesta s'incorpora en algunes benzineres i existeixen notícies que parlen de la instal·lació de centrals de biomassa al microestat. Les previsions portades a terme per l'administració andorrana parlen d'una cobertura del 2% de les necessitats nacionals en energia. Una quantitat força minsa i decebedora en relació als nivells necessaris per tenir una economia circular. Tanmateix, constitueix una notícia positiva si prenem en consideració que la solució de la biomassa és la millor que s'havia trobat fins a la dècada del 2010 arreu del món per a la mobilitat de la població. Quelcom així requereix un reciclatge dels residus orgànics i l'administració andorrana mira de posar-ho en marxa tot i que els nivells assolits l'any 2019 encara són molt baixos. Andorra depèn en un 60% i 70% de l'energia exterior.

#### Gestió de residus

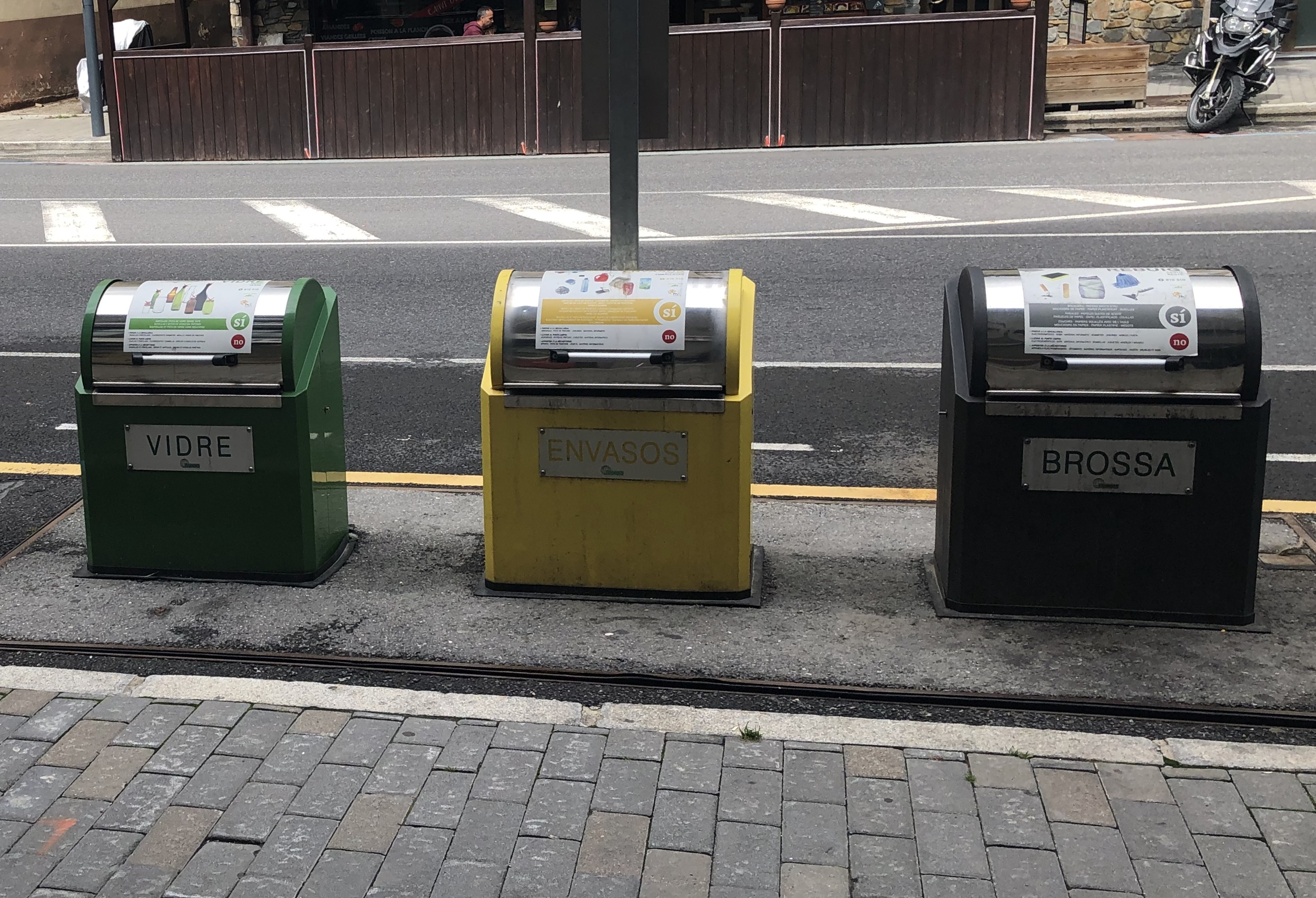
Reciclatge selectiu a Andorra

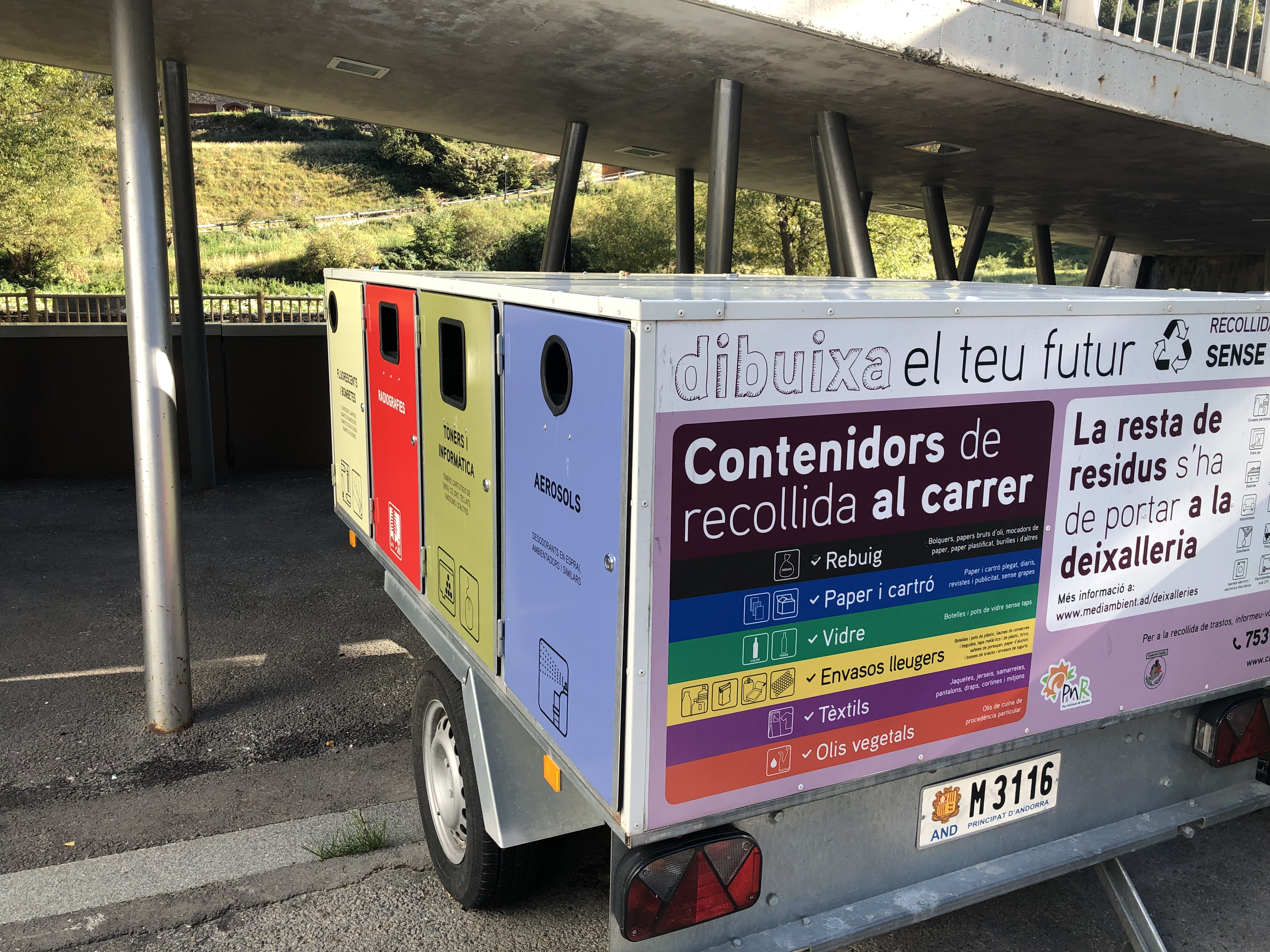
Unitats mòbils de reciclatge, Andorra.

D'ençà el nou segle, s'ha generalitzat la recollida selectiva. Cadascuna de les parròquies del país disposa de contenidors de deixalleries per al plàstic, el paper, el vidre i el rebuig. Tots els edificis urbans del país tenen manera de reciclar les deixalleries que emeten. Els residus són destriats al Centre de Reciclatge d'Andorra.
Des que Andorra ha creat el Pla Nacional de Residus que genera una mitjana de 100.000 tones de residus dels quals el 35% és tractat entre el Centre de Reciclatge d'Andorra i el Forn Incinerador mentre que el 65% s'exporta a l'exterior per tal de ser gestionat pels països veïns d'acord amb tractats bilaterals signats entre el govern andorrà i els governs dels països veïns. Aquestes xifres són minses atès que el país hauria de trobar capacitat de poder gestionar el 100% dels residus que produeix a vista de reciclar-ne el màxim possible. De tota la quantitat de residus que gestiona el país (35%), dues quartes parts es destinen a fabricar energia mentre que la resta es reutilitza. La quantitat restant (65%), s'envia a l'exterior, fet que vol dir que el país recicla una quantitat irrisòria en comparació a allò que genera i a allò que delega a altres països.
El propi govern andorrà, però, distribueix des del 2017 deixalleries mòbils a tot el país amb què s'hi fa recollida selectiva de bombetes, fluorescents, roba, tòners i material informàtic, aerosols, radiografies, piles i bateries, petits electrodomèstics i finalment olis. Aquesta iniciativa ha estat acompanyada per l'administració local d'Encamp que ha potenciat la recollida selectiva de material informàtic, telèfons mòbils, piles i bolígrafs amb minideixalleries inserides als aparadors de publicitat urbans la qual cosa constitueix una gran originalitat alhora d'implantar la recollida selectiva. Amb tot això l'administració andorrana aconsegueix reciclar 1,7 tones de residus provinents de les minideixalleries.
Les minideixalleries completen la xarxa de recollida selectiva a Andorra. El govern d'Andorra ha distribuït deixalleries regionals per cada parròquia alhora que algunes administracions locals han habilitat zones de reciclatge a escala reduïda i urbana per tal d'apropar les deixalleries regionals que se situen en molts casos en zones allunyades del centre de la població. La distribució de deixalleries mòbils permet compensar les deficiències lligades a les distàncies.
Ens mans del sector privat s'ha promogut el reciclatge de la roba. En efecte, Càritas Andorra promou la recollida de vestimenta amb minideixalleries de roba que s'han destinat posteriorment a diverses famílies del país. Les dades de què disposa el govern asseguren que Càritas aconsegueix recollir a prop de 40.000 quilos de roba anual. La quantitat que no es fa servir a Andorra es distribueix a Catalunya. Les dades aportades l'any 2019 acrediten que el 2% s'utilitza internament i el 98% s'exporta. Cadascun dels centres primaris i de les farmàcies del país disposen de contenidors per a medicaments i substàncies tòxiques derivades de la indústria farmacèutica.
El paper fa objecte de tractament particular per part de l'aparell administratiu andorrà. El país inicia la dècada del 2010 amb la potenciació de la desmaterialització dels tràmits públics. Això implica la implantació d'una administració electrònica que s'ha anat assolint progressivament. Per bé que la iniciativa és capdavantera a Europa juntament amb països com Estònia i nacions com la catalana, la realitat sobre el terreny, arribat a la dècada dels 2020, és que el país només havia digitalitzat una minsa part de l'administració. En aquest sentit, el reciclatge de paper tractat a Andorra ha experimentat un gran creixement des del 2006. El paper tractat al país es recicla en un 50% de mitjana. Tanmateix, segueix sent una xifra molt baixa en comparació als nivells necessaris per tenir una economia circular, sobretot si tenim en compte que el país només tracta el 30% dels residus que genera. Quelcom que es reprodueix amb altres residus com és el cas del plàstic que és reciclat en un 30% de mitjana i el vidre que és reciclat en un 60% de mitjana. El país ha reduït la circulació de les bosses de plàstic que ara són de pagament. Encara no es fan servir plàstics renovables.

#### Gestió de l'aigua
L'agricultura utilitza un 69% de mitjana de l'aigua d'un país, així com la indústria utilitza un 19% d'aigua. L'ús domèstic arriba al 12%. L'aigua és menester per a la preparació de molts aliments.
Es tracta doncs d'un be molt necessari que la natura i l'ésser humà fan servir per viure. Tanmateix, l'aigua està malament repartida al món i l'aigua potable, només representa el 2,5% de tota l'aigua disponible al planeta terra. L'aigua salada és la més abundant. Representa el 97% de tota l'aigua disponible. L'aigua també es troba en forma glaçada als pols i sota aquesta forma permet regular el clima de la terra. Es troba igualment aigua al subsol però no tota és potable. Països com Brasil, la Xina, l'Índia, Rússia, Canadà, els Estats Units i nacions com el Quebec posseeixen gairebé totes les reserves d'aigua al món. Concretament, disposen del 60% de totes les aigües disponibles a la terra.
Les dades explotades als dos paràgrafs anteriors donen explicacions de molts conflictes que es produeixen al món. Per exemple, al riu Jordà on Israel, la nació palestina, Jordània, el Líban i estats com Síria es disputen els afluents fluvials. Un assumpte que fa que Turquia miri de dir-hi la seva. En aquest sentit cal posar a l'Iraq al mapa perquè els rius Eufrates i Tigris constitueixen el pulmó d'una gran ària que va des de l'Iran passant per la nació kurda i fins a Kuwait i Turquia. S'aprecia, així mateix, com els imperis miren temps ençà de controlar Crimea, sigui per motius militars, com per recursos naturals. El gas, primer, i l'aigua, després. Des que Rússia s'ha annexionat la nació tàrtara de Crimea que Ucraïna pateix de no tenir aigua dolça. Més cap al nord, en territori grenlandès, els Estats Units es disputen amb Rússia i la Xina els nous trajectes marítims que sorgeixen de l'escalfament global. Per això mateix la nació grenlandesa és objecte de cobdícia, quelcom que torna a apreciar-se al Tibet amb la Xina.
Es poden mencionar altres casos però la qüestió és fer patent que el canvi climàtic condiciona la pau al planeta terra. Només el 2,5% de l'aigua disponible pot utilitzar-se i, aquesta, s'embruta irrecuperablement amb l'activitat humana. Al món la població hi creix any rere any. No hi ha aigua per tothom. S'estima que 1 de 3 habitants al món no pot accedir a aigua potable. Això implica una mort segura. Per aquest motiu el reciclatge i la bona gestió de l'aigua han esdevingut amb les alteracions climàtiques un afer a prendre en consideració. Andorra és un país situat al vell mig dels Pirineus i per aquest motiu gaudeix d'aigua en abundància. Però el creixement constant de la població, així com l'activitat econòmica fan que necessiti importar aigua.
Andorra ha perdut prop del 40% de la seva capacitat hídrica amb el procés d'industrialització. A la dècada del 2010 s'estima que un habitant d'Andorra consumeix de mitjana 220 litres d'aigua al dia. Això equival a 3165 litres anyals per habitant, dit en raig com cau, prop de 221.500.000 litres globals. El sector ramader i l'hoteler, és a dir, el turisme són els qui demanen més consum d'aigua, la qual cosa inclou la producció de neu artificial. El 12,1% dels recursos hídrics es destinen a l'aigua potable mentre que el 82,6% dels recursos disponibles, es destinen a la producció d'energia. L'ús d'aigua per a la restauració i el turisme, comerç i termalisme, agrícola, ramader i serveis comunitaris es retorna al medi ambient en una qualitat pitjor a la del moment de l'extracció. Aquests sectors, tots plegats, representen prop del 45% de l'activitat econòmica del país. Alhora la majoria dels recursos hídrics són d'aigua líquida i l'acceleració de l'escalfament global no permet tenir cada any que va més aigua dura. Aquesta és important per a una bona regulació de les temperatures.
El subsol andorrà també posseeix recursos hídrics però en quantitat, són els llacs i corrents fluvials els qui s'utilitzen quotidianament. Des del 1996 que el govern andorrà es preocupa per la gestió de l'aigua al país. Actua a través del Pla de Sanejament de les Aigües. Els seus objectius són:
- la reducció progressiva de la contaminació de les aigües i les lleres dels rius seguint les directrius europees relatives al tractament de les aigües residuals, com ara la Directiva 91/271/CEE, entre més
- el manteniment de cabals mínims als rius (competència actualment desenvolupada pel Departament del Patrimoni Natural)
- la prevenció de la contaminació dels aqüífers
- l'establiment dels mecanismes de control derivats de les normatives implantades
- la promoció de la consciència social del bon ús que s'ha de fer dels recursos hídrics

No tots aquests objectius s'arriben a complir o si més no, s'acompleixen parcialment. És el cas de la promoció a la presa de consciència social del bon ús que s'ha de fer dels recursos hídrics. El Departament de Medi Ambient té delegada la gestió i l'explotació de les estacions depuradores d'aigües residuals. En aquest aspecte, el país posseeix d'un únic marc legal i un conjunt de decrets, edictes i ordenacions que reunïts conformen la judisprudència en matèria d'aigües.
El país posseeix al voltant de cinc depuradores i, com a balanç general, es podria dir que les necessitats en aigua al país han anat creixent. El país importa aigua dolça per veure. Majoritàriament utilitza l'aigua per crear energia elèctrica. Gairebé el 50% de l'activitat econòmica malbarata l'aigua i, malgrat les mesures preses pels governs andorrans, el país ha petit un retrocés del 40% dels recursos hídrics.

## Habitatge i mobilitat

### Cases passives
L'hàbitat ecològic pren forma de cases dites passives o també anomenat habitatges passius. Es tracta de cases que consumeixen poc i que s'alimenten del seu propi consum. El concepte es posa a la pràctica a la dècada del 1970 però només entra a Andorra a la dècada dels 2000 de forma molt tímida. A la pràctica aquest tipus d'allotjaments estan pensats perquè la importació d'energia i l'expulsió d'energia no afectin el medi ambient.
Per aconseguir-ho, els habitatges passius actuen sobre:
- l'escalfament
- el consum d'electricitat
- les deixalles emeses
- el rebuig d'aigües
- la ventilació

En efecte, el consum d'energia d'una llar andorrana és reparteix d'aquesta manera:
- el 48% es destina a la calefacció
- el 3% es destina a la cuina
- el 20% es destina a l'aigua calenta
- el 26% es destina a la il·luminació
- el 13% es destina als aparells electrodomèstics

Es conclou ràpidament que la calefacció és la més demandant d'energia i això repercuteix en el medi ambient perquè per suplir-ho en condicions no ecològiques cal anar a cercar l'energia en recursos que no són renovables. Alhora la il·luminació i els aparells electrodomèstics així com l'aigua calenta requereixen un ús importantíssim d'electricitat i aquesta torna a cercar-se en condicions analògiques en recursos fòssils que no són renovables. Per tot això els habitatges passius miren de consumir de forma autònoma generant un ambient climàtic propi a casa amb què s'aconsegueix reduir la necessitat de consum extern a nivells màxims.
Són cases tecnològicament d'alt nivell i això comporta tenir controlat cadascun d'aquests aspectes amb una pantalla, normalment situada a la sala d'estar, que permet monotoritzar les emissions de la llar així com el consum elèctric. L'anomenada smart house es nodreix d'una casa connectada però que malgrat els aparells que hi subjauen, la seva gestió elèctrica no condiciona el funcionament de cadascun dels elements que la connecten ni tampoc el medi ambient.
El govern andorrà només potencia la implantació d'habitatges passius a partir de la dècada dels 2010 amb grans errors de lectura. Per desconeixement generalitzat o no, els governs acaben confonent eficiència energètica amb habitatge passiu i, per això mateix, l'andorrà obliga l'acondiciament dels edificis segons els criteris de l'eficiència energètica amb el Pla Renova.
A banda, es podria dir que d'ençà que es crea el Pla Nacional de Residus que hi ha campanyes publicitàries recurrents per potenciar la recollida selectiva però, en canvi, en el moment d'implantació de l'habitatge passiu, no s'aprecia el mateix entusiasme. Si més no, s'introdueix primerament l'eficiència energètica sense comptar amb els habitatges passius. La dada positiva, però, és que els governs potenciaren amb ajudes públiques la rehabilitació de les construccions d'habitatges del país.
Fet i fet, de cases passives se n'han construït. La primera va ser presentada l'any 2019 en raó del Dia mundial de l'eficiència energètica. La casa en qüestió se situa al poblet de Les Bons.
Després que s'ha posat en marxa el Pla Renova, les dades proporcionades pel govern andorrà indiquen que l'estalvi energètic només representa el 2% del consum total.

### Qualitat de vida i mobilitat

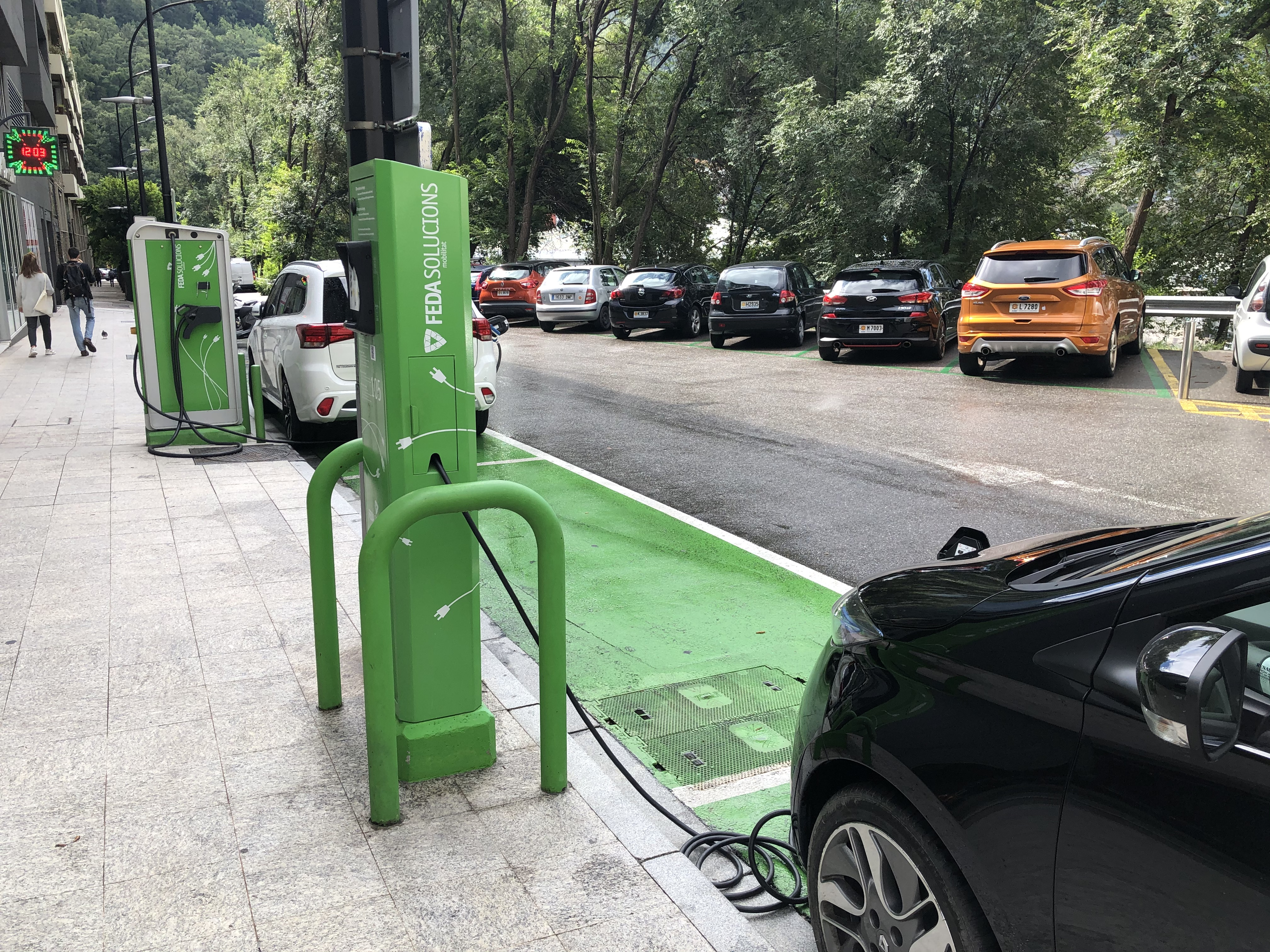
Endolls elèctrics de FEDA per a automòbils elèctrics

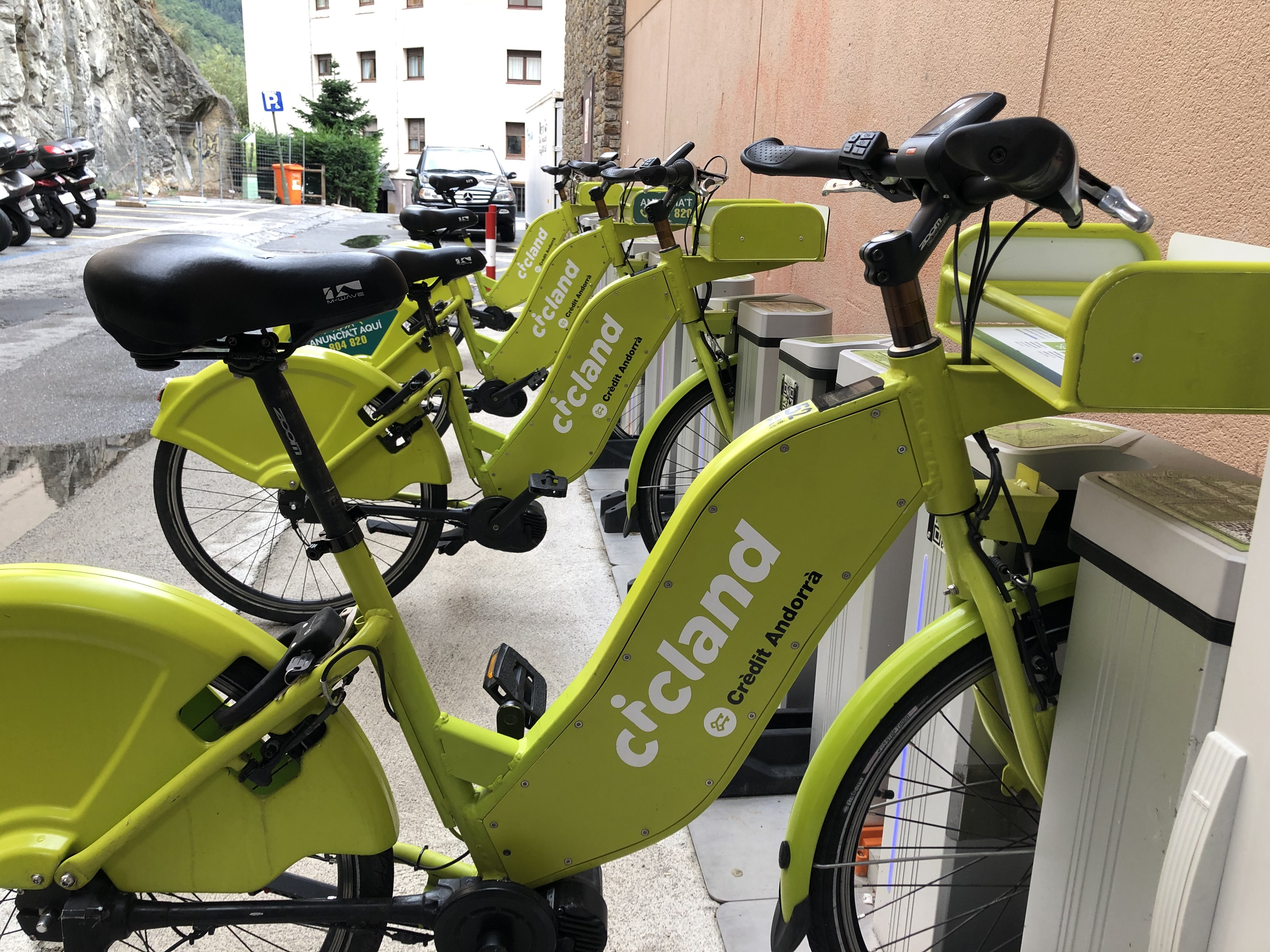
Estació Cicland a Andorra la Vella

Dues matèries primeres que la natura produeix gratuïtament i que són considerats a escala global com a bens públics internacionals s'han tornat amb el canvi climàtic en un vertader què que condiciona la qualitat de vida de la ciutadania així com la pau al planeta sencer. L'evidència d'això és el conflicte armat que sacseja Etiòpia i Eritrea amb els seus veïns com el Sudan i el Sud Sudan. La manca d'aigua fa que la construcció de preses sigui motiu per fer-se la guerra o simplement acabi provocant refugiats climàtics.
Alhora les màquines que funcionen al món industrialitzat amb l'ajut de fòssils condicionen la salut de la població. L'aire contaminat que produeixen així com el soroll que desprenen generen problemes de salut pública molt greus que representen desespes públiques força costoses. La majoria d'aquestes màquines són vehicles i, per tant, estan relacionats amb la qualitat de vida de la població.
La sobrepoblació, per la seva banda, impossibilita poder continuar vivint amb automòbils individuals però prescindir-ne és sinònim de retallar en qualitat de vida i, per tant, retallar també en salut pública. Els transports han esdevingut en aquest sentit un gran assumpte a abordar degut al canvi climàtic. Arran d'aquesta evidència es proposen inicialment diverses solucions, una de les quals amb mala rebuda a tots els governs del món. Els cotxes elèctrics solucionen diverses problemàtiques però la manca d'autonomia i la poca voluntat dels governs occidentals de desfer-se dels fòssils explica en part el seu fracàs.
Els cotxes elèctrics no contaminen perquè no injecten aire tòxic a la natura i tampoc fan soroll, fet que permet tenir ciutats acústicament parlant menys contaminants. De mitjana el micropaís posseeix al voltant de dos vehicles per habitant. Vehicles domèstics que cal afegir als vehicles industrials i al transport públic. D'aquesta manera es podria dir que la població andorrana contamina dues vegades més que les seves pròpies necessitats bàsiques de mobilitat. El govern andorrà inicia a la dècada dels 2010 l'anàlisi regular de la qualitat d'aire i del soroll del país. Cinc anys després de la posada en servei es conclou que les mesures preses per part de l'administració han tingut efectes positius. S'estableix una escala de mesures i a partir d'aquesta s'avalua quotidianament l'aire i el soroll d'Andorra. Els resultats són força esperançadors en presentar un cert progrès a la qualitat de l'aire i del soroll, però, tanmateix, tots dos es troben habitualment a mig camí entre la qualitat "bona" i la qualitat "dolenta".
Per això mateix paga l'atenció que es presta a l'ús d'automòbils elèctrics al país. El govern andorrà els va promoure des de 2016. El Pla Engega havia de permetre a qui volgués desfer-se dels vehicles vells ajudes per comprar-se cotxes elèctrics o híbrids. En efecte, inicialment la compra de vehicles elèctrics no va tenir una acollida espectacular entre la mateixa població degut als preus prohibitius amb què es venien els vehicles. Això explica que inicialment els cotxes dits híbrids tinguessin més vendes i, en aquest aspecte, el propi govern andorrà acaba adquirint autobusos híbrids per al transport públic. El govern andorrà resol doncs potenciar-ne la compra a través d'ajudes. Alhora, les mútues elèctriques primer i, la pròpia FEDA, després, comença a instal·lar punts de càrrega elèctrica una mica per tot el país amb l'objectiu d'incentivar-ne la compra.
En paral·lel i una mica seguint la tendència de totes les capitals europees, s'instal·len les primeres xarxes de bicicletes de lloguer urbà que foren inicialment molt publicitades a la premsa. Per la seva banda, FEDA es transforma en un agent promotor a escala nacional de les noves energies renovables i per aquest motiu estigué al darrere de les primeres jornades de mobilitat elèctrica amb què s'apropava els cotxes elèctrics a la població per tal que els pogués provar de franc i convèncer-se d'adquirir-los.
La solució del cotxe elèctric vingué acompanyada d'un replantejament dels mateixos vehicles i de la forma de conduir. La Revolució Digital va permetre fabricar vehicles autònoms que es conduïen tot sols sense l'ajuda de cap conductor. Una novetat revolucionària a l'època i que inspirà moltes empreses que volgueren aprofitar-se d'aquesta tecnologia per implantar-la al transport públic. I és que l'aparició dels vehicles elèctrics es presentava aleshores com una mala bona idea. En efecte, tot vehicle elèctric té bateria i el material amb què es construeixen les bateries no és renovable. La sobrepoblació, d'altra banda, generalitzada al món, tendeix a fer impossible la circulació de vehicles individuals i per això mateix es va potenciar inicialment el transport públic. Però aquest, de ser imposat, no acabaria ajudant a la qualitat de vida de la població. La qüestió necessitava un plantejament de dalt a baix de les xarxes de transport mundials, de la manera en com la població industrial es bellugava a les ciutats i entre ciutats.
Andorra sempre ha anat històricament molt coixa en l'àmbit del transport. La situació geogràfica sempre l'ha condicionat. L'aparició dels primers vehicles fòssils va ser tot un espectacular per al país però va trigar fins a després de la Segona Guerra Mundial fins que es van generalitzar. És en aquest moment que s'inicia el procés vertaderament d'industrialització del país i aleshores el transport va ser l'una de les grans preocupacions dels parlaments andorrans que a l'època sumaven el legislatiu i l'executiu junts. La primera problemàtica està lligada a l'entrada i circulació a dins mateix del país. L'arribada dels Anys Daurats va permetre desblocar la circulació interna que es veia ben sovint aturada degut a la neu. Tot seguit, s'ha intentat des d'inicis del segle XX d'apropar alguna mena d'aeroport però cap de les propostes ha estat viable. La conseqüència d'això és la potenciació d'un aeroport a la Seu d'Urgell per part del govern andorrà de la Segona Guerra Mundial ençà.
La crisi del 2008 porta els governs andorrans a preocupar-se per la circulació interna del país. Volien aleshores diversificar l'economia i adaptar-la a l'ortodòxia europea del neoliberalisme i això comportava tenir transports eficients i gratuïts en consonància amb el nou model de ciutat mundial que es volia implantar. Per això mateix el govern andorrà decideix responsabilitzar-se a la dècada dels 2020 del transport públic, tot adaptant-lo a les necessitats d'una ciutat moderna. Tanmateix, el nou model de ciutat mundial preveu igualment transports ecològics i en aquesta matèria, Andorra, com la resta de països, presentava a la dècada del 2010 tardança.

## Natura i gestió mediambiental

### Paisatges

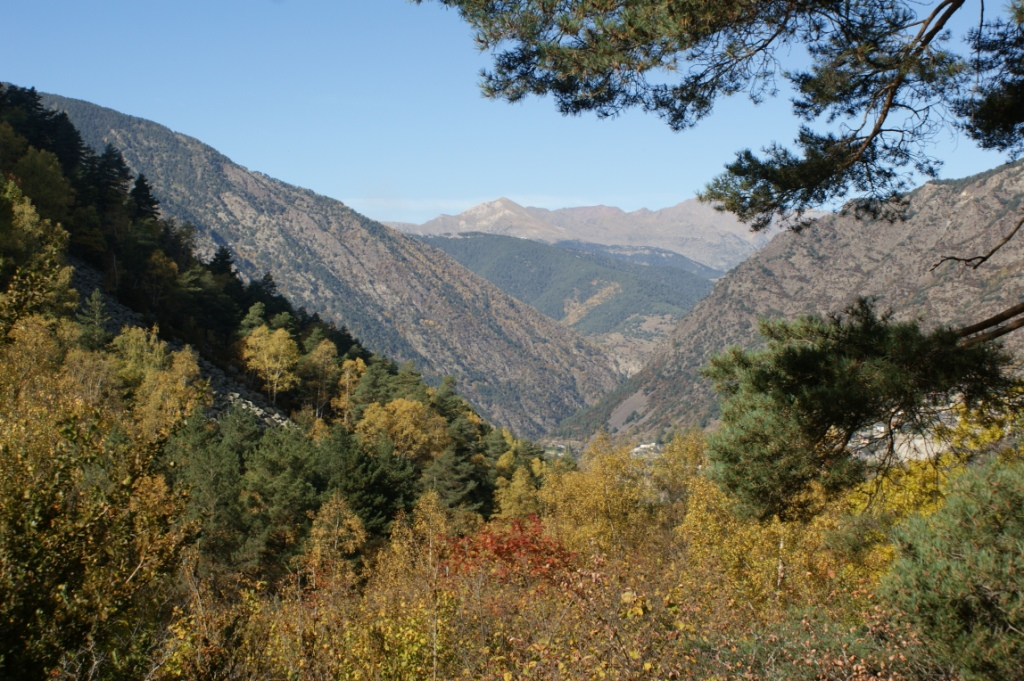
La Vall del Madriu

La Revolució Industrial va comportar per al microestat un vertader canvi al paisatge. Les pastures s'abandonen i per sobre s'hi construeixen edificis d'estil internacional. Les cases s'apilen les unes rere les altres. La construcció urbana evoluciona i lentament acaba impactant sobre el medi ambient. Les alteracions climàtiques varen fer evident que la urbanització pròpia d'una societat industrialitzada impacta negativament sobre la natura i, de no fer-hi res, s'accelera el canvi climàtic.
Per això mateix les alteracions climàtiques comporten una gestió dels paisatges:
- són patrimoni identificador d'una població
- impacten sobre la qualitat de vida i l'existència de la població humana
- impacten sobre l'existència de la fauna i la flora

Una mostra de la repercussió negativa que genera l'activitat humana a la natura i per la mateixa salut pública és l'existència de partícules de plàstic a l'aigua potable. Quelcom que comença a ser investigat a Andorra l'any 2020. Arran de la creació del Pla de Residus d'Andorra, els governs andorrans successius mostren una preocupació gradual sobre l'impacte de l'activitat humana sobre la natura. Per això mateix es presenten iniciatives legislatives al parlament andorrà des del 2004, normalment acompanyades de decrets complementaris.
- Llei de pesca i de gestió del medi aquàtic, de 28-6-2002
- Decret del 2-3-2005, d'aprovació del Reglament de protecció dels hàbitats aquàtics
- Llei 25/2004, del 14 de desembre, de residus

Per bé que de forma general el paisatge urbà és molt reduït, aquest repercuteix de forma important a la resta del territori nacional, al subsol com a les terres emergides. Per una cosa o per l'altre, el Parc Natural de la Vall del Madriu ha estat al centre del debat de la gestió mediambiental i paisatgística del país. Andorra posseeix sis parcs naturals, l'un dels quals, el Parc Natural de la Vall del Madriu, declarat a la UNESCO (2004) com a patrimoni immaterial de la humanitat.
Una declaració que no està exempta de polèmiques i molta controvèrsia al mateix país. L'any 1992 el comú d'Escaldes-Engordany decideix que vol construir una carretera que apropi el parc als turistes i, en consonància amb la consciència climàtica col·lectiva de la població, una associació mira d'aturar-ho per evitar la destrossa de l'ecosistema del parc. L'oposició política i altres associacions d'animals i en defensa de la natura s'uneixen a les protestes i arran d'aquestes s'aturen els macroprojectes de l'administració local andorrana. Durant la dècada dels 1990, es promocionen recollides de signatura ciutadana per tal d'evitar que l'administració del país urbanitzi al parc. Una qüestió que s'acaba decidint als tribunals.{{Cal citació}}
Les eleccions del 1995 van aturar el projecte gràcies a la victòria de Lídia Magallon. És doncs a partir del 1996 que comencen les passes perquè el parc sigui declarat Patrimoni Mundial i Immaterial de la UNESCO. L'octubre del 2003 l'ICOMOS visita el parc i finalment l'any 2004 s'aconsegueix l'objectiu inicial. El Pla de Gestió del govern andorrà per al parc del Madriu ha tornat a ser contestat per les associacions en defensa de la natura del país.{{Cal citació}}
Les mateixes han estat molt actives a Sant Julià de Lòria un cop que l'administració construís el parc d'atraccions Naturlàndia. Es pretenia reconvertir l'antic camp de tirs de la Rabassa en un parc d'atraccions d'alta muntanya però d'ençà l'obertura fins a ben entrada la dècada del 2020, la gestió del parc va generar molta polèmica, sense que aporti guanys a l'administració andorrana, ans al contrari, el parc assumeix dèficit públic.
Les associacions animalistes i ecologistes del país feren una gran campanya virulent contra aquesta construcció perquè les atraccions estrella, un tobogan i un parc d'animals, perjudica el medi ambient i la fauna de la zona. Es va crear una associació exprés, Amics de la Rabassa. Després de l'obertura, el parc és objecte de denúncies al tribunal degut a accidents produïts al tobogan. El parc és acusat de no complir totes les exigències per a la seguretat de les persones, de manera que s'acaba creant un altre grup de pressió per tal d'aturar les atraccions estrella, StopTobotronc.

### Protecció animal
D'ençà la dècada del 2000 que el parlament andorrà ha aprovat al voltant de cinc marcs legislatius amb què es regula la tinença d'animals, es gestiona els espais d'habitabilitat de l'home i la resta d'animals, així com es regula l'autorització de caça i pesca. El país ha vist desaparèixer l'os als Pirineus i en territori propi degut al procés d'industrialització. Per això mateix l'administració andorrana ha participat amb els governs català i francès per a reintroduïr i progetir-lo.
En matèria de protecció animal, el canvi climàtic també ha fet evident com d'important és la preservació dels espais naturals per tal que no hi mori la fauna, de la qual depèn molts cops la supervivència de l'ésser humà. Per això mateix els governs occidentals prenen mesures progressives amb què miren de reduir l'impacte de l'activitat humana sobre l'habitatge de la resta d'animals. Quelcom que a Andorra ha estat verídic però que ha anat moltes vegades acompanyat de controvèrsies.
És el cas del parc temàtic Naturlàndia que ha fet l'objecte de molta crítica per la mala gestió del seu mini-zoo d'animals de muntanya. Particularment, diverses associacions, així com s'ha pogut visibilitzar a la premsa, critiquen l'administració andorrana per la mort d'un os i per la manca de condicions per acollir els animals salvatges. Els recintes són massa petits, poc segurs per al turista i poc preparats per a l'acollida d'animals en captivitat. Per això mateix han estat diverses les associacions que han lluitat per tal que es tanqui el parc.
A banda, cal fer especial menció sobre les pràctiques taurines a Andorra. La tauromàquia no hi és tradició, tot i que es va introduir durant els Anys Daurats per tal de complaure el turisme francès que, captivat per una premsa que exalta l'imperi hispànic i tot allò relacionat amb el pancastellanisme, pensa acostar-se d'aquesta manera a la "cultura" ibèrica. La plaça de braus d'Andorra la Vella va ser tancada vers el final de segle xx. Malgrat això, algunes festes populars a Encamp han estat objecte de denúncies als tribunals perquè l'administració local com nacional hi ha potenciat l'exhibició de tauromàquia. En cooperació amb el govern andorrà, aquestes exhibicions no han estat penades malgrat que la Llei de protecció i tinença d'animals les prohibeix.

### Urbanisme
Després de la Segona Guerra Mundial, quan Andorra entra en el procés d'industrialització, l'urbanisme hi va ser sinònim de caos i desorganització. Els blocs d'acer, les carreteres, els parcs automobilístics i en definitiva el ciment sortien de terra com els cogombres i embrutaven el paisatge. La manca d'organització i l'existència d'una administració coixa i no formada feia que tot plegat repercutís negativament sobre el medi ambient. Un exemple d'això és el poblet andorrà d'El Pas de la Casa.
El canvi climàtic exigeix un replantejament d'aquestes maneres de fer. La construcció de megapolis per sobre de boscs, muntanyes i platges és inviable. Ciutats com ara Nova York necessiten una remodelació de dalt a baix perquè un model així accelera l'escalfament global. S'hi afegeix la sobrepoblació que tampoc troba espai per viure i obliga construir per sobre d'espais naturals protegits. Per això mateix apareix tot una dinàmica més ecològica a l'Àsia en començar el segle XXI.
Ciutats com ara Singapur proposaven barris pensats a propòsit per limitar els desplaçaments amb vehicle. Països europeus com ara Finlàndia proposaven construir-se per sobre i per sota amb l'objectiu d'optimitzar l'espai. Al Japó l'optimització de l'espai hi era qüestió de diners mentre que a Singapur s'hi construïa una ciutat jardí. En efecte, les primeres solucions aportades per a la renovació de l'espai urbà fou la construcció de ciutats jardins amb què s'apropava la natura a la ciutat i, així doncs, s'omplia el nucli urbà d'aire natural.
Alhora veiem sorgir pràctiques del tot innovadores com agricultura sobre teulat, experimentat a Barcelona, o agricultura dins d'edificis (agricultura vertical). La sobre-població demanava això mateix, una construcció raonada i pensada per tal d'optimitzar els espais sense que això siga sinònim de destrucció del medi ambient. A Andorra, no hi ha hagut cap mena de projecte urbanístic d'aquesta mena. En tardança en aquesta matèria, el país té disposa des del 1993 de marcs legislatius que regulen l'urbanisme però cap administració s'ha preocupat per una reconversió del nucli urbà.